# ایستگاه متروی همپستید
ایستگاه متروی همپستید (انگلیسی: Hampstead tube station) یکی از ایستگاه‌های خط شمالی متروی لندن است.
این ایستگاه که در ناحیه همپستید قرار دارد در سال ۱۹۰۷ میلادی تأسیس شده است.